# Federální pohár v basketbalu žen 2023
Federální pohár v basketbalu žen 2023 byl 2. ročník poháru českých a slovenských ženských týmů. Konal se 10. až 12. března 2023 v Hradci Králové, v hale Sokola. Hostil ho tým Sokol Hradec Králové, protože byl vítězem minulého ročníku. Tím získal i automaticky místo v tomto ročníku. Účastnily se ho 4 české a 4 slovenské týmy. Vyhrál český tým Žabiny Brno, který v roce 2023 vyhrál i český pohár v basketbalu žen.

## Návštěvnost
Celková návštěvnost všech 12 zápasů dohromady byla 1336 diváků, což je průměrně 111 diváků na jeden zápas. Nejvíce diváků navštívilo finálový zápas mezi Žabiny Brno a Sokol Hradec Králové - 349. Nejméně bylo diváků na zápase týmů BLK Slavia Praha a MBK Ružomberok - 13. 
Návštěvnost podle dnů:
- 1. den (10. březen): 431
- 2. den (11. březen): 344
- 3. den (12. březen): 561

## Postupový klíč
Hrálo 8 týmů, z toho 4 české a 4 slovenské. Jedno místo bylo rezervováno pro vítěze předchozího ročníku. České týmy se řadily po kvalifikaci a vítězství v osmifinále. Slovenské týmy se řadily na základě jejich umístění v tabulce národní extraligy.

## Konečné pořadí
| Pořadí | Tým                    | Zápasy | Výhry | Prohry | Vstřelené koše | Obdržené koše | Rozdíl |
| ------ | ---------------------- | ------ | ----- | ------ | -------------- | ------------- | ------ |
| 1.     | Žabiny Brno            | 3      | 3     | 0      | 272            | 188           | +84    |
| 2.     | Sokol Hradec Králové   | 3      | 2     | 1      | 290            | 182           | +108   |
| 3.     | Piešťanské Čajky       | 3      | 2     | 1      | 192            | 171           | +21    |
| 4.     | KP Brno                | 3      | 1     | 2      | 182            | 242           | -60    |
| 5.     | Slávia Banská Bystrica | 3      | 2     | 1      | 190            | 187           | +3     |
| 6.     | ŠBK Šamorín            | 3      | 1     | 2      | 136            | 209           | -73    |
| 7.     | BLK Slavia Praha       | 3      | 1     | 2      | 171            | 203           | -32    |
| 8.     | MBK Ružomberok         | 3      | 0     | 3      | 170            | 221           | -51    |

## Zápasy

### Čtvrtfinále
| 10. březen 2023 12:00 (UTC+2) |                                                | BLK Slavia Praha | 44 – 74                                 | Piešťanské Čajky |  | Hala Sokol Hradec Králové Počet diváků: 50 Rozhodčí: V. Obertová, M. Scholzová, K. Višniarová |
| 10. březen 2023 12:00 (UTC+2) | Skóre po čtvrtinách: 10:27, 15:21, 12:13, 7:13 |                  |                                         |                  |  | Hala Sokol Hradec Králové Počet diváků: 50 Rozhodčí: V. Obertová, M. Scholzová, K. Višniarová |
| 10. březen 2023 12:00 (UTC+2) | Skóre po poločasech: 25:48, 19:26              |                  |                                         |                  |  | Hala Sokol Hradec Králové Počet diváků: 50 Rozhodčí: V. Obertová, M. Scholzová, K. Višniarová |
| 10. březen 2023 12:00 (UTC+2) | Kateřina Suchanová , Kateřina Rokošová – 11    | Body             | Ana Mandić – 13                         |                  |  | Hala Sokol Hradec Králové Počet diváků: 50 Rozhodčí: V. Obertová, M. Scholzová, K. Višniarová |
| 10. březen 2023 12:00 (UTC+2) | Kateřina Rokošová – 16                         | Dosk.            | Alica Moravčíková, Ana Mandić – 9       |                  |  | Hala Sokol Hradec Králové Počet diváků: 50 Rozhodčí: V. Obertová, M. Scholzová, K. Višniarová |
| 10. březen 2023 12:00 (UTC+2) | Petra Čípková – 4                              | Asist.           | Anna Jurčenková, Natália Martišková – 4 |                  |  | Hala Sokol Hradec Králové Počet diváků: 50 Rozhodčí: V. Obertová, M. Scholzová, K. Višniarová |

| 10. březen 2023 14:30 (UTC+2) |                                                 | Žabiny Brno | 103 – 57                                   | Slávia Banská Bystrica |  | Hala Sokol Hradec Králové Počet diváků: 65 Rozhodčí: F. Dombrovský, P. Bullo, N. Karabínová |
| 10. březen 2023 14:30 (UTC+2) | Skóre po čtvrtinách: 26:11, 26:20, 31:15, 20:11 |             |                                            |                        |  | Hala Sokol Hradec Králové Počet diváků: 65 Rozhodčí: F. Dombrovský, P. Bullo, N. Karabínová |
| 10. březen 2023 14:30 (UTC+2) | Skóre po poločasech: 52:31, 51:26               |             |                                            |                        |  | Hala Sokol Hradec Králové Počet diváků: 65 Rozhodčí: F. Dombrovský, P. Bullo, N. Karabínová |
| 10. březen 2023 14:30 (UTC+2) | Michaela Vacková – 19                           | Body        | Žofia Hruščáková – 14                      |                        |  | Hala Sokol Hradec Králové Počet diváků: 65 Rozhodčí: F. Dombrovský, P. Bullo, N. Karabínová |
| 10. březen 2023 14:30 (UTC+2) | Elissa Cunane – 7                               | Dosk.       | Ruth Sherrill – 7                          |                        |  | Hala Sokol Hradec Králové Počet diváků: 65 Rozhodčí: F. Dombrovský, P. Bullo, N. Karabínová |
| 10. březen 2023 14:30 (UTC+2) | Eliška Hamzová – 7                              | Asist.      | Carlota Sofia da Cruz, Ceejay Nofuente – 2 |                        |  | Hala Sokol Hradec Králové Počet diváků: 65 Rozhodčí: F. Dombrovský, P. Bullo, N. Karabínová |

| 10. březen 2023 17:00 (UTC+2) |                                                | KP Brno | 83 – 54                                  | MBK Ružomberok |  | Hala Sokol Hradec Králové Počet diváků: 103 Rozhodčí: T. Linhart, B. Fáber, J. Kremser |
| 10. březen 2023 17:00 (UTC+2) | Skóre po čtvrtinách: 20:9, 28:14, 18:17, 17:14 |         |                                          |                |  | Hala Sokol Hradec Králové Počet diváků: 103 Rozhodčí: T. Linhart, B. Fáber, J. Kremser |
| 10. březen 2023 17:00 (UTC+2) | Skóre po poločasech: 48:23, 35:31              |         |                                          |                |  | Hala Sokol Hradec Králové Počet diváků: 103 Rozhodčí: T. Linhart, B. Fáber, J. Kremser |
| 10. březen 2023 17:00 (UTC+2) | Katarina Trehubová – 23                        | Body    | Alexandra Buknová, Mária Štefančová – 10 |                |  | Hala Sokol Hradec Králové Počet diváků: 103 Rozhodčí: T. Linhart, B. Fáber, J. Kremser |
| 10. březen 2023 17:00 (UTC+2) | Petra Malíková – 9                             | Dosk.   | Soňa Svetlíková – 8                      |                |  | Hala Sokol Hradec Králové Počet diváků: 103 Rozhodčí: T. Linhart, B. Fáber, J. Kremser |
| 10. březen 2023 17:00 (UTC+2) | Kateřina Galíčková – 3                         | Asist.  | Lucia Hadačová – 4                       |                |  | Hala Sokol Hradec Králové Počet diváků: 103 Rozhodčí: T. Linhart, B. Fáber, J. Kremser |

| 10. březen 2023 19:30 (UTC+2) |                                                      | Sokol Hradec Králové | 89 – 41                   | ŠBK Šamorín |  | Hala Sokol Hradec Králové Počet diváků: 213 Rozhodčí: M. Fanfara, J. Musil, L. Begáni |
| 10. březen 2023 19:30 (UTC+2) | Skóre po čtvrtinách: 22:5, 24:17, 20:4, 23:15        |                      |                           |             |  | Hala Sokol Hradec Králové Počet diváků: 213 Rozhodčí: M. Fanfara, J. Musil, L. Begáni |
| 10. březen 2023 19:30 (UTC+2) | Skóre po poločasech: 46:22, 43:19                    |                      |                           |             |  | Hala Sokol Hradec Králové Počet diváků: 213 Rozhodčí: M. Fanfara, J. Musil, L. Begáni |
| 10. březen 2023 19:30 (UTC+2) | Jindřiška Hrubá – 16                                 | Body                 | Lucia Luttmerdingová – 12 |             |  | Hala Sokol Hradec Králové Počet diváků: 213 Rozhodčí: M. Fanfara, J. Musil, L. Begáni |
| 10. březen 2023 19:30 (UTC+2) | Tetiana Havrylchyk – 12                              | Dosk.                | Bianka Laura Vaigl – 9    |             |  | Hala Sokol Hradec Králové Počet diváků: 213 Rozhodčí: M. Fanfara, J. Musil, L. Begáni |
| 10. březen 2023 19:30 (UTC+2) | Kateřina Zeithammerová, Pamela Therese Effangová – 3 | Asist.               | Tatiana Bábiková – 3      |             |  | Hala Sokol Hradec Králové Počet diváků: 213 Rozhodčí: M. Fanfara, J. Musil, L. Begáni |

### O 5. - 8. místo
| 11. březen 2023 11:00 (UTC+2) |                                                | Slávia Banská Bystrica | 64 – 50                                             | BLK Slavia Praha |  | Hala Sokol Hradec Králové Počet diváků: 65 Rozhodčí: B. Fáber, M. Scholzová, K. Višniárová |
| 11. březen 2023 11:00 (UTC+2) | Skóre po čtvrtinách: 17:13, 15:12, 18:16, 14:9 |                        |                                                     |                  |  | Hala Sokol Hradec Králové Počet diváků: 65 Rozhodčí: B. Fáber, M. Scholzová, K. Višniárová |
| 11. březen 2023 11:00 (UTC+2) | Skóre po poločasech: 32:25, 32:25              |                        |                                                     |                  |  | Hala Sokol Hradec Králové Počet diváků: 65 Rozhodčí: B. Fáber, M. Scholzová, K. Višniárová |
| 11. březen 2023 11:00 (UTC+2) | Lindsey Pulliam – 14                           | Body                   | Brandi Shavon Beasley – 16                          |                  |  | Hala Sokol Hradec Králové Počet diváků: 65 Rozhodčí: B. Fáber, M. Scholzová, K. Višniárová |
| 11. březen 2023 11:00 (UTC+2) | Ruth Sherrill – 12                             | Dosk.                  | Makeda Estreanna Clarke-Nicholas, Petra Čípková – 8 |                  |  | Hala Sokol Hradec Králové Počet diváků: 65 Rozhodčí: B. Fáber, M. Scholzová, K. Višniárová |
| 11. březen 2023 11:00 (UTC+2) | Ceejay Nofuente – 5                            | Asist.                 | Kateřina Suchanová, Eliška Mircová – 2              |                  |  | Hala Sokol Hradec Králové Počet diváků: 65 Rozhodčí: B. Fáber, M. Scholzová, K. Višniárová |

| 11. březen 2023 13:30 (UTC+2) |                                               | ŠBK Šamorín | 61 – 51                             | MBK Ružomberok |  | Hala Sokol Hradec Králové Počet diváků: 26 Rozhodčí: J. Musil, Ľ. Begáni, J. Kavan |
| 11. březen 2023 13:30 (UTC+2) | Skóre po čtvrtinách: 16:24, 8:11, 14:12, 23:4 |             |                                     |                |  | Hala Sokol Hradec Králové Počet diváků: 26 Rozhodčí: J. Musil, Ľ. Begáni, J. Kavan |
| 11. březen 2023 13:30 (UTC+2) | Skóre po poločasech: 24:35, 37:16             |             |                                     |                |  | Hala Sokol Hradec Králové Počet diváků: 26 Rozhodčí: J. Musil, Ľ. Begáni, J. Kavan |
| 11. březen 2023 13:30 (UTC+2) | Timea Sujová – 19                             | Body        | Kamila Jarošová – 14                |                |  | Hala Sokol Hradec Králové Počet diváků: 26 Rozhodčí: J. Musil, Ľ. Begáni, J. Kavan |
| 11. březen 2023 13:30 (UTC+2) | Zuzana Vargová – 7                            | Dosk.       | Lucia Hadačová – 11                 |                |  | Hala Sokol Hradec Králové Počet diváků: 26 Rozhodčí: J. Musil, Ľ. Begáni, J. Kavan |
| 11. březen 2023 13:30 (UTC+2) | Zuzana Vargová, Bianka Laura Vaigl – 3        | Asist.      | Kamila Jarošová, Lucia Hadačová – 3 |                |  | Hala Sokol Hradec Králové Počet diváků: 26 Rozhodčí: J. Musil, Ľ. Begáni, J. Kavan |

### Semifinále
| 11. březen 2023 16:00 (UTC+2) |                                                     | Žabiny Brno | 68 – 54                               | Piešťanské Čajky |  | Hala Sokol Hradec Králové Počet diváků: 97 Rozhodčí: M. Fanfara, M. Komprs, P. Bullo |
| 11. březen 2023 16:00 (UTC+2) | Skóre po čtvrtinách: 20:18, 15:13, 14:10, 19:13     |             |                                       |                  |  | Hala Sokol Hradec Králové Počet diváků: 97 Rozhodčí: M. Fanfara, M. Komprs, P. Bullo |
| 11. březen 2023 16:00 (UTC+2) | Skóre po poločasech: 35:31, 33:23                   |             |                                       |                  |  | Hala Sokol Hradec Králové Počet diváků: 97 Rozhodčí: M. Fanfara, M. Komprs, P. Bullo |
| 11. březen 2023 16:00 (UTC+2) | Elissa Cunane – 17                                  | Body        | Ke'Shunan James, Anna Jurčenková – 13 |                  |  | Hala Sokol Hradec Králové Počet diváků: 97 Rozhodčí: M. Fanfara, M. Komprs, P. Bullo |
| 11. březen 2023 16:00 (UTC+2) | Elissa Cunane – 12                                  | Dosk.       | Anna Jurčenková – 11                  |                  |  | Hala Sokol Hradec Králové Počet diváků: 97 Rozhodčí: M. Fanfara, M. Komprs, P. Bullo |
| 11. březen 2023 16:00 (UTC+2) | Bria Holmes, Petra Záplatová, Nikolina Knežević – 2 | Asist.      | Božica Mujović – 3                    |                  |  | Hala Sokol Hradec Králové Počet diváků: 97 Rozhodčí: M. Fanfara, M. Komprs, P. Bullo |

| 11. březen 2023 18:30 (UTC+2) |                                                                      | Sokol Hradec Králové | 124 – 40                                | KP Brno |  | Hala Sokol Hradec Králové Počet diváků: 156 Rozhodčí: F. Dombrovský, V. Obertová, M. Komprs |
| 11. březen 2023 18:30 (UTC+2) | Skóre po čtvrtinách: 32:12, 37:7, 24:9, 31:12                        |                      |                                         |         |  | Hala Sokol Hradec Králové Počet diváků: 156 Rozhodčí: F. Dombrovský, V. Obertová, M. Komprs |
| 11. březen 2023 18:30 (UTC+2) | Skóre po poločasech: 69:19, 55:21                                    |                      |                                         |         |  | Hala Sokol Hradec Králové Počet diváků: 156 Rozhodčí: F. Dombrovský, V. Obertová, M. Komprs |
| 11. březen 2023 18:30 (UTC+2) | Kateřina Zavázalová – 22                                             | Body                 | Natálie Vlčková, Veronika Eliášová – 10 |         |  | Hala Sokol Hradec Králové Počet diváků: 156 Rozhodčí: F. Dombrovský, V. Obertová, M. Komprs |
| 11. březen 2023 18:30 (UTC+2) | Kateřina Zavázalová, Alžběta Levínská – 9                            | Dosk.                | Tereza Rosůlková – 6                    |         |  | Hala Sokol Hradec Králové Počet diváků: 156 Rozhodčí: F. Dombrovský, V. Obertová, M. Komprs |
| 11. březen 2023 18:30 (UTC+2) | Charlotte Velichová, Kateřina Zeithammerová, Kateřina Zavázalová – 6 | Asist.               | Natálie Vlčková, Adéla Morávková – 1    |         |  | Hala Sokol Hradec Králové Počet diváků: 156 Rozhodčí: F. Dombrovský, V. Obertová, M. Komprs |

### O 7. místo
| 12. březen 2023 10:00 (UTC+2) |                                                                             | BLK Slavia Praha | 77 – 65                | MBK Ružomberok |  | Hala Sokol Hradec Králové Počet diváků: 13 Rozhodčí: P. Bullo, J. Kavan, K. Višniarová |
| 12. březen 2023 10:00 (UTC+2) | Skóre po čtvrtinách: 21:16, 22:11, 19:12, 15:26                             |                  |                        |                |  | Hala Sokol Hradec Králové Počet diváků: 13 Rozhodčí: P. Bullo, J. Kavan, K. Višniarová |
| 12. březen 2023 10:00 (UTC+2) | Skóre po poločasech: 43:27, 34:38                                           |                  |                        |                |  | Hala Sokol Hradec Králové Počet diváků: 13 Rozhodčí: P. Bullo, J. Kavan, K. Višniarová |
| 12. březen 2023 10:00 (UTC+2) | Makeda Estreanna Clarke-Nicholas – 16                                       | Body             | Alexandra Buknová – 24 |                |  | Hala Sokol Hradec Králové Počet diváků: 13 Rozhodčí: P. Bullo, J. Kavan, K. Višniarová |
| 12. březen 2023 10:00 (UTC+2) | Makeda Estreanna Clarke-Nicholas, Eliška Mircová, Brandi Shavon Beasley – 6 | Dosk.            | Lucia Hadačová – 11    |                |  | Hala Sokol Hradec Králové Počet diváků: 13 Rozhodčí: P. Bullo, J. Kavan, K. Višniarová |
| 12. březen 2023 10:00 (UTC+2) | Veronika Aulichová – 5                                                      | Asist.           | Alexandra Buknová – 5  |                |  | Hala Sokol Hradec Králové Počet diváků: 13 Rozhodčí: P. Bullo, J. Kavan, K. Višniarová |

### O 5. místo
| 12. březen 2023 12:30 (UTC+2) |                                               | Slávia Banská Bystrica | 69 – 34                                              | ŠBK Šamorín |  | Hala Sokol Hradec Králové Počet diváků: 65 Rozhodčí: M. Komprs, Ľ. Begán, N. Karabínová |
| 12. březen 2023 12:30 (UTC+2) | Skóre po čtvrtinách: 18:11, 15:10, 15:9, 21:4 |                        |                                                      |             |  | Hala Sokol Hradec Králové Počet diváků: 65 Rozhodčí: M. Komprs, Ľ. Begán, N. Karabínová |
| 12. březen 2023 12:30 (UTC+2) | Skóre po poločasech: 33:21, 36:13             |                        |                                                      |             |  | Hala Sokol Hradec Králové Počet diváků: 65 Rozhodčí: M. Komprs, Ľ. Begán, N. Karabínová |
| 12. březen 2023 12:30 (UTC+2) | Dominika Kollárová, Vanda Kozáková – 16       | Body                   | Tilda Slama – 10                                     |             |  | Hala Sokol Hradec Králové Počet diváků: 65 Rozhodčí: M. Komprs, Ľ. Begán, N. Karabínová |
| 12. březen 2023 12:30 (UTC+2) | Dominika Kollárová – 12                       | Dosk.                  | Barbara Fenesová, Zuzana Vargová, Barbara Lelkes – 5 |             |  | Hala Sokol Hradec Králové Počet diváků: 65 Rozhodčí: M. Komprs, Ľ. Begán, N. Karabínová |
| 12. březen 2023 12:30 (UTC+2) | Carlota Sofia Da Cruz – 4                     | Asist.                 | Timea Sujová – 3                                     |             |  | Hala Sokol Hradec Králové Počet diváků: 65 Rozhodčí: M. Komprs, Ľ. Begán, N. Karabínová |

### O 3. místo
| 12. březen 2023 15:00 (UTC+2) |                                                 | Piešťanské Čajky | 64 – 59                              | KP Brno |  | Hala Sokol Hradec Králové Počet diváků: 134 Rozhodčí: V. Obertová, M. Scholzová, B. Fáber |
| 12. březen 2023 15:00 (UTC+2) | Skóre po čtvrtinách: 23:11, 16:11, 14:17, 11:20 |                  |                                      |         |  | Hala Sokol Hradec Králové Počet diváků: 134 Rozhodčí: V. Obertová, M. Scholzová, B. Fáber |
| 12. březen 2023 15:00 (UTC+2) | Skóre po poločasech: 39:22, 25:37               |                  |                                      |         |  | Hala Sokol Hradec Králové Počet diváků: 134 Rozhodčí: V. Obertová, M. Scholzová, B. Fáber |
| 12. březen 2023 15:00 (UTC+2) | Natália Martišková – 13                         | Body             | Anežka Kopecká – 14                  |         |  | Hala Sokol Hradec Králové Počet diváků: 134 Rozhodčí: V. Obertová, M. Scholzová, B. Fáber |
| 12. březen 2023 15:00 (UTC+2) | Gabriela Andělová – 8                           | Dosk.            | Kateřina Galíčková – 10              |         |  | Hala Sokol Hradec Králové Počet diváků: 134 Rozhodčí: V. Obertová, M. Scholzová, B. Fáber |
| 12. březen 2023 15:00 (UTC+2) | Gabriela Andělová, Anna Jurčenková – 3          | Asist.           | Petra Malíková, Dominica Hynková – 4 |         |  | Hala Sokol Hradec Králové Počet diváků: 134 Rozhodčí: V. Obertová, M. Scholzová, B. Fáber |

### Finále
| 12. březen 2023 17:30 (UTC+2) |                                                 | Žabiny Brno | 101 – 77                   | Sokol Hradec Králové |  | Hala Sokol Hradec Králové Počet diváků: 349 Rozhodčí: T. Linhart, M. Fanfara, J. Kremser |
| 12. březen 2023 17:30 (UTC+2) | Skóre po čtvrtinách: 28:16, 27:17, 35:20, 11:24 |             |                            |                      |  | Hala Sokol Hradec Králové Počet diváků: 349 Rozhodčí: T. Linhart, M. Fanfara, J. Kremser |
| 12. březen 2023 17:30 (UTC+2) | Skóre po poločasech: 55:33, 46:44               |             |                            |                      |  | Hala Sokol Hradec Králové Počet diváků: 349 Rozhodčí: T. Linhart, M. Fanfara, J. Kremser |
| 12. březen 2023 17:30 (UTC+2) | Bria Holmes – 22                                | Body        | Alena Hanušová – 14        |                      |  | Hala Sokol Hradec Králové Počet diváků: 349 Rozhodčí: T. Linhart, M. Fanfara, J. Kremser |
| 12. březen 2023 17:30 (UTC+2) | Elissa Cunane – 12                              | Dosk.       | Alena Hanušová – 6         |                      |  | Hala Sokol Hradec Králové Počet diváků: 349 Rozhodčí: T. Linhart, M. Fanfara, J. Kremser |
| 12. březen 2023 17:30 (UTC+2) | Nikolina Knežević – 4                           | Asist.      | Kateřina Zeithammerová – 5 |                      |  | Hala Sokol Hradec Králové Počet diváků: 349 Rozhodčí: T. Linhart, M. Fanfara, J. Kremser |

## Kapitánky
- BLK Slavia Praha – Petra Čípková
- KP Brno – Eva Kopecká
- MBK Ružomberok – Alexandra Buknová
- Piešťanské Čajky – Anna Jurčenková
- Slávia Banská Bystrica – Laura Van Dalen
- Sokol Hradec Králové – Klára Vojtíková
- ŠBK Šamorín – Simona Marcová
- Žabiny Brno – Lenka Šoukalová

## Rozhodčí
- Ľ. Begáni
- P. Bullo
- F. Dombrovský
- B. Fáber
- M. Fanfara
- N. Karabínová
- J. Kavan
- M. Komprs
- J. Kremser
- T. Linhart
- J. Musil
- V. Obertová
- M. Scholzová
- K. Višniarová